# 田昌

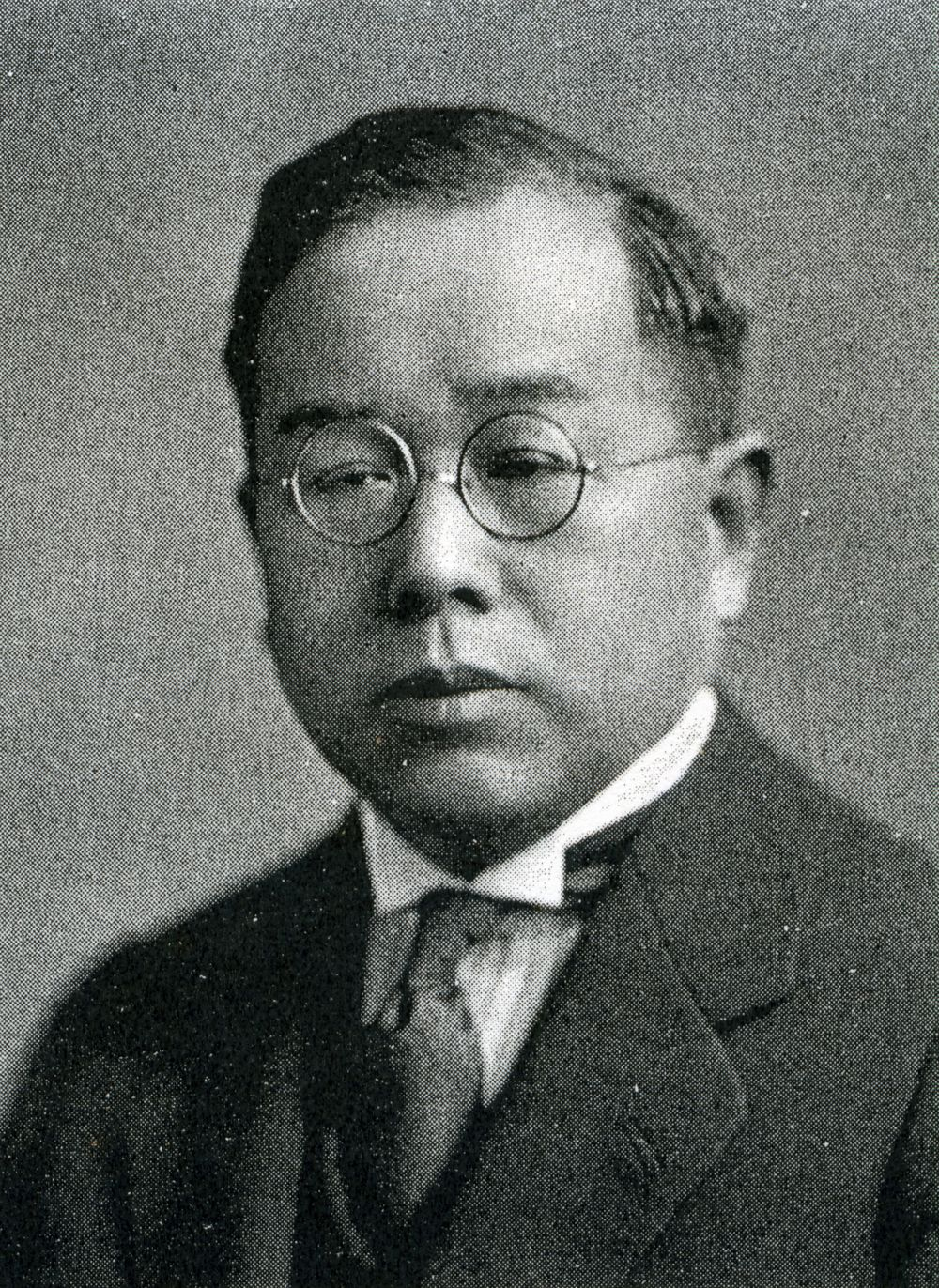
1929年（昭和4年）

田 昌（でん あきら、1878年（明治11年）6月14日 – 1943年（昭和18年）2月13日）は、日本の大蔵官僚、政治家。大蔵次官、衆議院議員。

## 経歴
兵庫県氷上郡、のちの柏原町（現丹波市）で、衆議院議員・田艇吉の長男として生まれる。鳳鳴義塾、開成中学、第一高等学校を経て、1904年7月、東京帝国大学法科大学政治学科を卒業。同年同月、大蔵省に入り煙草専売局属として本局に配属。同年11月、文官高等試験行政科試験に合格。
1905年12月、煙草専売事務官に就任。以後、煙草専売局主事、兼大蔵書記官、専売局主事、大蔵書記官・主計局司計課長、理財局国庫課長、兼大蔵省参事官、主計局予算決算課長、連合国経済会議（パリ）特派委員、海外駐箚財務官（米国駐在）、大蔵省主計局長などを歴任。
1924年8月、大蔵次官に就任し、1927年4月まで在任し退官。1928年2月の第16回衆議院議員総選挙で兵庫県第五区に立憲民政党から出馬し当選。第17回総選挙でも当選し、衆議院議員を連続二期務めた。その他、第2次若槻内閣の大蔵政務次官、立憲民政党総務、同政務調査会長、満州油化社長などを歴任。

## 昭和金融恐慌でのエピソード
大蔵次官在任中の1927年3月に、当時不況で資金繰りに困窮していた東京渡辺銀行の経営問題に絡み、当時の片岡直温大蔵大臣の失言を誘発してしまったことで知られる。
同月14日、衆議院予算委員会にて審議の始まる直前、当日の決済資金の工面に困り果てた東京渡辺銀行の渡辺六郎専務らが大蔵次官だった田のもとに陳情に訪れ、「何らかの救済の手当てがなされなければ本日にも休業を発表せざるを得ない」と説明し救済を求めた。これを受けて、田は片岡蔵相と対応策を相談すべく議場に赴いたが、既に審議入りしていたため直接面会できず、事情を書面にしたためて片岡蔵相に言付けた。一方、田から救済策を引き出せなかった東京渡辺銀行側は、大蔵省からの助力を得る見込みが立たなかったことで改めて金策に走り、第百銀行から資金を手当てすることに成功して当日の決済を無事に済ませ、その旨を大蔵省にも伝えたが、このことはすぐには田に伝わらなかった。このことについては、相談に訪れた段階で、渡辺専務側は救済を求める意図で陳情したのに対し、田ら大蔵省の側では事前の調査で東京渡辺銀行の経営状態が悪いことを把握しており、休業の報告に来たものと理解する「誤解」があったという。
田が東京渡辺銀行の金策がついた旨の報告を受けたのは議場から大蔵省に戻ってからのことであったが、片岡蔵相への言付けを訂正する時間はもはやなく、片岡は田からの書面をもとに、予算委員会での答弁の中で「渡辺銀行がとうとう破綻を致しました」と発言してしまう。この片岡蔵相の失言は昭和金融恐慌の引き金となり、取り付け騒ぎが発生してしまった。

## 栄典
- 1911年（明治44年）8月24日 - 金杯一組[2]
- 1920年（大正9年）11月1日 - 勲三等瑞宝章[3]

外国勲章佩用允許
- 1909年（明治42年）7月8日 - 大韓帝国：勲一等太極章[4]

## 親族
- 妻 田梅代（坂田厳三・陸軍主計総監の娘）
- 叔父 田健治郎
- 弟 園田寛